# Houtvaartkwartier
Het Houtvaartkwartier is een wijk in de stad Haarlem.
De wijk is gebouwd in de periode 1920-1960. Aan de noordkant wordt de wijk begrensd door de Brouwersvaart, aan de oostkant de spoorbaan en de ringweg aan zuid en westkant.
De wijk is met name een woonwijk, maar herbergt ook een aantal bedrijfslocaties. Er zijn twee trekpleisters in de wijk. Het monumentale openluchtzwembad De Houtvaart en de Kathedrale basiliek Sint Bavo.

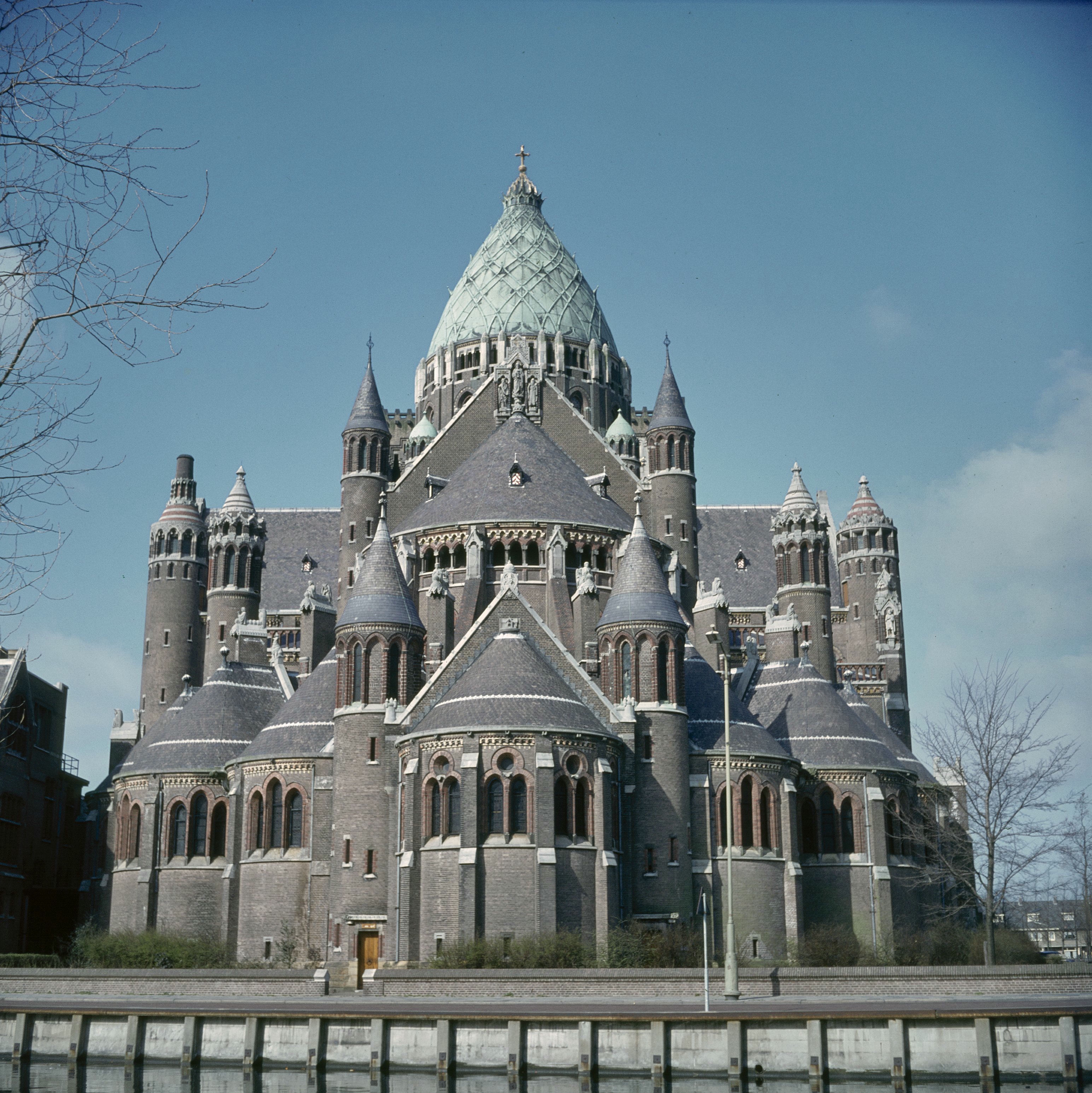
Kathedrale basiliek Sint Bavo

## Buurten in het Houtvaartkwartier
- Geschiedschrijversbuurt
- Natuurkundigenbuurt-oost
- Natuurkundigenbuurt-west
- Van Galenbuurt
- Zeeheldenbuurt